# Вахо

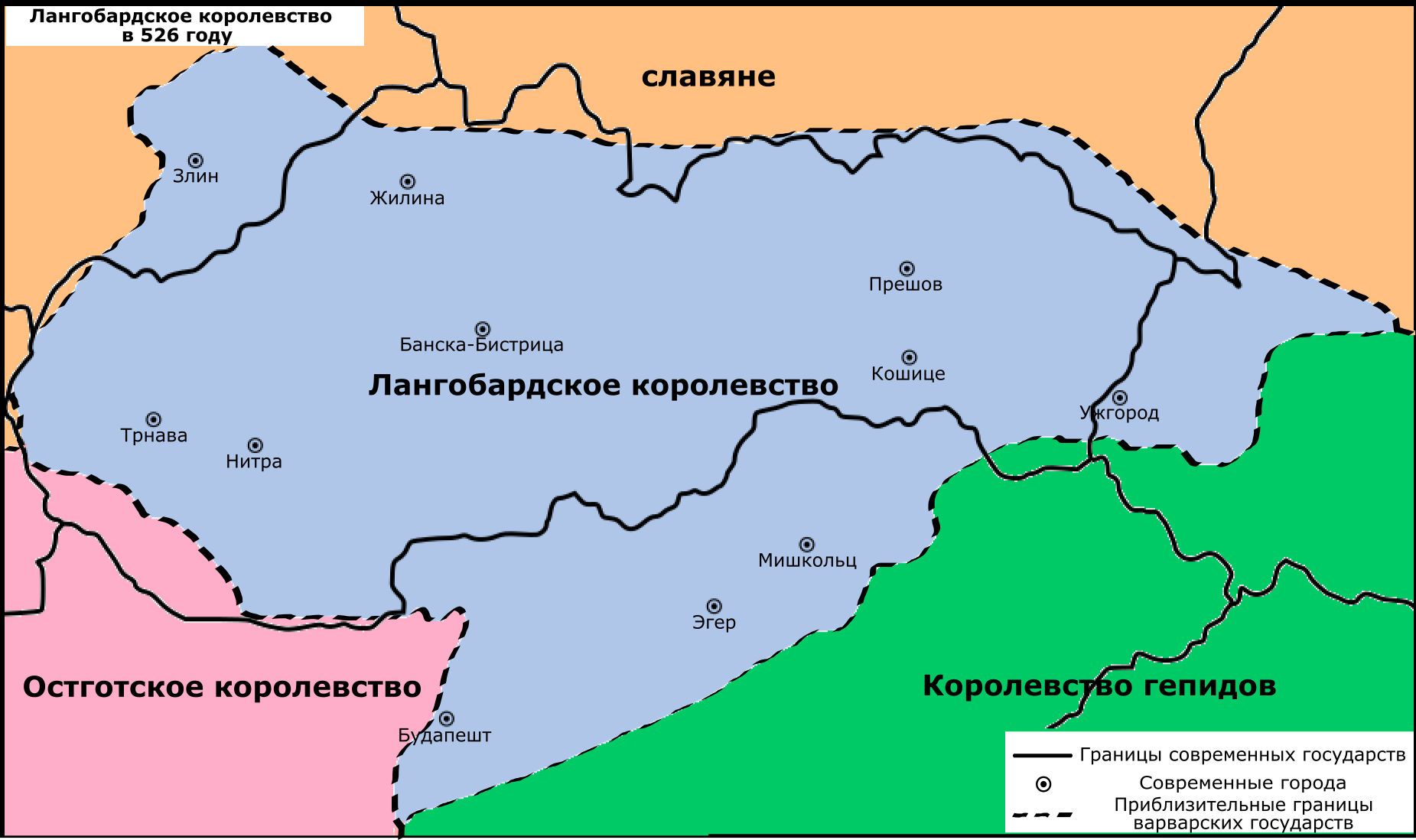
Лангобардское королевство в 526 году

Вахо (лат. Wacho; умер около 539 или 540) — правивший приблизительно с 508 или 511 года король лангобардов из династии Летингов.

## Биография
Король Вахо, сын Унихиса, известен из нескольких раннесредневековых исторических источников: трактата «Происхождение народа лангобардов», «Истории лангобардов» Павла Диакона, «Войны с готами» Прокопия Кесарийского и «Истории франков» Григория Турского.
Около 508 или 511 года Вахо сверг с престола и убил своего дядю, короля Тато, и сам стал королём. Сын Тато Рисиульф бежал к «варнам» (по одним данным, это были варны, по другим — варины), но те, подкупленные Вахо, убили Рисиульфа. Вероятный наследник Тато, его внук или сын Хильдигис бежал сначала к славянам, затем к гепидам, и долгие годы претендовал на лангобардский трон. Из-за поддержки, которую гепиды оказывали Хильдигису, между лангобардами и гепидами началась вражда.
Вскоре после 526 года, воспользовавшись смертью короля остготов Теодориха Великого, покровителя живших по реке Саве свевов, король Вахо захватил их земли, расположенные в бывших римских провинциях Паннонии и Валерии. После этого подвластные лангобардам земли стала приблизительно совпадать с находящейся к северу от Дуная территорией современной Австрии. В созданном в начале века изводе «Происхождения народа лангобардов» — «Historia langobardorum Codicis Gothani» — упоминается о находившихся где-то в Моравии или Богемии развалинах дворца лангобардских королей, якобы, построенного королём Вахо.
Стремясь к расширению международных связей лангобардов, король Вахо заключил ряд династических браков с правителями соседних народов. Его первой женой (в 510—512 годах) была Раникунда, дочь короля тюрингов Бизина и лангобардки Мении, второй (с 512 года) — Аустригуза, дочь короля гепидов Гелемунда, третьей — Салинга, дочь короля герулов Родульфа. В 532 году король Австразии Теодорих I, желая добиться невмешательства лангобардов в готовившееся королями франков вторжение в Бургундию, посватал дочь Вахо Визигарду за своего сына Теодеберта, но само бракосочетание состоялось только в 539 или в 540 году. Младшей дочерью Вахо была Вульдетрада, последовательно ставшая женой франкских королей Теодебальда и Хлотаря I, а затем герцога баваров Гарибальда I. Брачные союзы Вахо с исповедовавшими христианство монархами, возможно, свидетельствует о том, что и сам король лангобардов мог быть христианином.
Таким образом, лангобарды стали самой влиятельной силой придунайского региона, что ввело их в сферу интересов Византии. Между королём Вахо и императорским двором в Константинополе был заключён союз о дружбе и военной помощи, ещё более укрепившийся при его преемниках. Точная дата заключения союза неизвестна, однако когда в конце 538 или в начале 539 года к лангобардам прибыло посольство от короля остготов Витигеса с предложением заключить союз против Византии, Вахо отказал остготам, называя себя другом и союзником императора Юстиниана I.
Приблизительно в 539 или 540 году Вахо умер. Ему наследовал его малолетний сын Вальтари под регентством своего родственника Аудоина из рода Гаузы. В общем списке королей лангобардов Павел Диакон пропускает Вахо, называя Тато седьмым, а Вальтари восьмым королём лангобардов.